# Patrick Gretsch
Patrick Gretsch (Erfurt, Turíngia, 7 d'abril de 1987) és un ciclista alemany, professional des del 2006.
Bon contrarellotgista, el 2004 es proclamà campió del món de contrarellotge júnior, i ja com a sub-23 fou segon i tercer en dos campionats del món de l'especialitat. També destaca la seva victòria a la Volta a Turíngia del 2008.

## Palmarès en ruta
- 2004
  -  Campió del món júnior en contrarellotge
  -  Campió d'Alemanya de contrarellotge júnior
  - Vencedor d'una etapa del Volta a la Baixa Saxònia júnior
  - Vencedor d'una etapa del Tour de Münsterland júnior
- 2005
  -  Campió d'Alemanya de contrarellotge júnior
  - Vencedor d'una etapa de la Copa del President de la vila de Grudziądz
  - Vencedor d'una etapa de la Cursa de la Pau júnior
  - Vencedor d'una etapa del Trofeu Karlsberg
  - Vencedor d'una etapa de la Sint-Martinusprijs Kontich
  - Vencedor d'una etapa del Tour de Münsterland júnior
- 2008
  - 1r a la Volta a Turíngia i vencedor d'una etapa
  -  Medalla de plata al Campionat del món de contrarellotge sub-23
- 2009
  -  Medalla de bronze al Campionat del món de contrarellotge sub-23
- 2011
  - Vencedor d'una etapa de la Ster ZLM Toer
  - Vencedor d'una etapa de la Tour del Colorado
- 2012
  - Vencedor d'una etapa de la Volta a Andalusia

### Resultats al Giro d'Itàlia
- 2011. 138è de la classificació general
- 2013. 69è de la classificació general
- 2014. 95è de la classificació general
- 2015. 94è de la classificació general
- 2016. Abandona (13a etapa)

### Resultats al Tour de França
- 2012. 141è de la classificació general

### Resultats a la Volta a Espanya
- 2014. 126è de la classificació general

## Palmarès en pista
- 2004
  -  Medalla de plata al Campionat del món en persecució per equips júnior
  -  Medalla de bronze al Campionat del món en persecució júnior
- 2005
  -  Campió d'Alemanya en persecució júnior
  -  Campió d'Alemanya en persecució per equips júnior
- 2009
  -  Campió d'Alemanya en persecució